# Nackenheim
Nackenheim es un municipio situado en el distrito de Maguncia-Bingen, en el estado federado de Renania-Palatinado (Alemania). Su población estimada a finales de 2016 era de 5831 habitantes.
Se encuentra ubicado en la zona centro-este del estado, cerca de la orilla izquierda del río Rin —que lo separa del estado de Hesse—, del río Nahe —afluente del anterior por su margen izquierda— y de la ciudad de Maguncia —la capital del estado—.